# تشارلز واشنطن (لاعب كرة قدم أمريكية)
تشارلز واشنطن (بالإنجليزية: Charles Washington)‏ هو لاعب كرة قدم أمريكية أمريكي، ولد في 10 مارس 1993 في كولورادو في الولايات المتحدة.

## وصلات خارجية
- تشارلز واشنطن على موقع مرجع كرة القدم المحترفة.كوم (الإنجليزية)